# 歐足聯財政公平競賽原則
歐足聯財政公平競賽原則（英語：UEFA Financial Fair Play Regulations，簡稱FFP）是歐洲足球總會聯盟为了限制职业足球俱乐部为追求成績無節制的支出而製訂的一項規則，因為長期毫無節制的支出会使俱樂部陷入威胁其生存的財務问题（亦威脅其他隊伍競爭空間）。歐足聯財政公平競賽原則在2009年9月正式推出。
一旦俱樂部的支出超出歐足聯財政公平競賽原則規定的限額，俱乐部將會被制裁。歐足聯財政公平競賽原則于2011-12赛季开始正式實施。最严厉的处罚是取消欧洲各項賽事（如歐冠、歐聯杯）的资格。其他处罚還包括罚款和禁止球员轉會等。
歐洲足協主席普拉蒂尼曾表示，歐足聯財政公平競賽原則得到了大多数足球俱乐部老闆的支持，并且歐洲足球總會聯盟将成立一个独立小组来判断俱乐部是否违反了规则。